# Бюст Антиноя (Эрмитаж)
Бюст Антиноя в Эрмитаже — древнеримский колоссальный мраморный скульптурный портрет Антиноя, фаворита и возлюбленного римского императора Адриана. Юноша изображён в образе бога Диониса с бронзовым венком из виноградной лозы на голове. Считается, что бюст был обнаружен при раскопках на вилле Адриана в Тиволи. Он находился в коллекции Кампана и был известен как одна из лучших скульптур собрания. После разорения маркиза бюст Антиноя-Диониса был приобретён в 1861 году императором Александром II для Эрмитажа.

## Описание

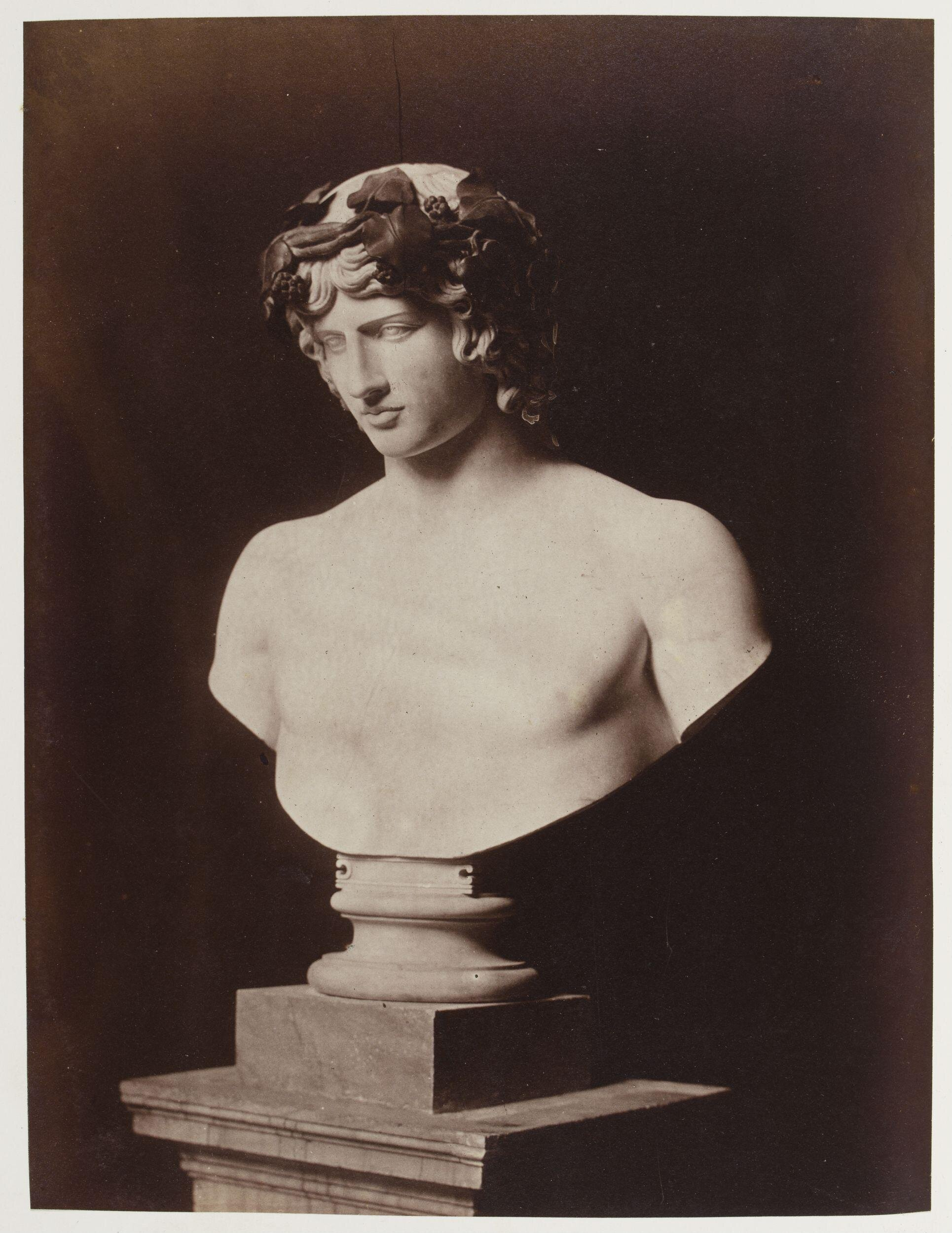
В каталоге коллекции Кампана.

В каталоге XIX века знаменитой коллекции античной скульптуры маркиза ди Кавелли бюст Антиноя-Диониса назван одним из самых красивых произведений в собрании. Авторы охарактеризовали этот портрет как «антик чистого стиля» и сравнивали его с ватиканской статуей Антиноя Браски.
Во времена Адриана голова Антиноя принадлежала колоссальной полихромной скульптуре. Только высота реставрированного бюста составляет 84 сантиметра.
Когда бюст Антиноя нашли, головной убор на нём отсутствовал, но на его существование в прошлом указывали высверленные в мраморе по бокам и на темени отверстия для крепежа, а  также квадратная дыра на лбу. Предполагается, что в прошлом это был религиозный атрибут-символ — венок Диониса или корона с лотосом Осириса, выполненные в бронзе или драгоценном металле. Именно в образе этих способных к воскрешению богов Антиной чаще всего изображался. Реставраторы XIX века заново воспроизвели бронзовый венок с листьями и гроздями ягод виноградной лозы (или плюща) — символ Диониса. Кроме растительного элемента ими при восстановлении было полностью добавлено тело, часть шеи, верхняя часть черепа и затылок, большая часть кудрей, нос, губы, а поверхность сильно очищена. Изначальная высота античного фрагмента была более чем в два раза меньше и составляла 38 сантиметров.
Голова Антиноя-Диониса из коллекции Кампана имеет все традиционные иконографические черты фаворита Адриана: слегка наклонённая голова, выразительные, строгие но мягкие черты округлого молодого лица, крупные растрёпанные локоны волос, полные щёки, большой прямой нос, пухлые губы, прямые расчерченные волосками брови, мечтательное, томное, меланхоличное выражение глаз. Разделённые на ровный пробор длинные волнистые пряди спадают на лоб, а затем уходят наверх под венок, полулунные локоны закрывают уши, виски и шею сзади. По типу прически выделяют три типа портретов Антиноя: основной, мондрагонский и египетский. Данный бюст относится к нетипично завершённому второму варианту. Скульптора характеризуется чувственностью образа, она «овеяна особой поэтической грустью». Голова помещена на широкоплечий торс с рельефными, но не сильно дельтовидными и большими грудными мышцами. При этом голова имеет наклон вправо, что не характерно для иконографии Антиноя, но типично для мондрагонского варианта портрета.

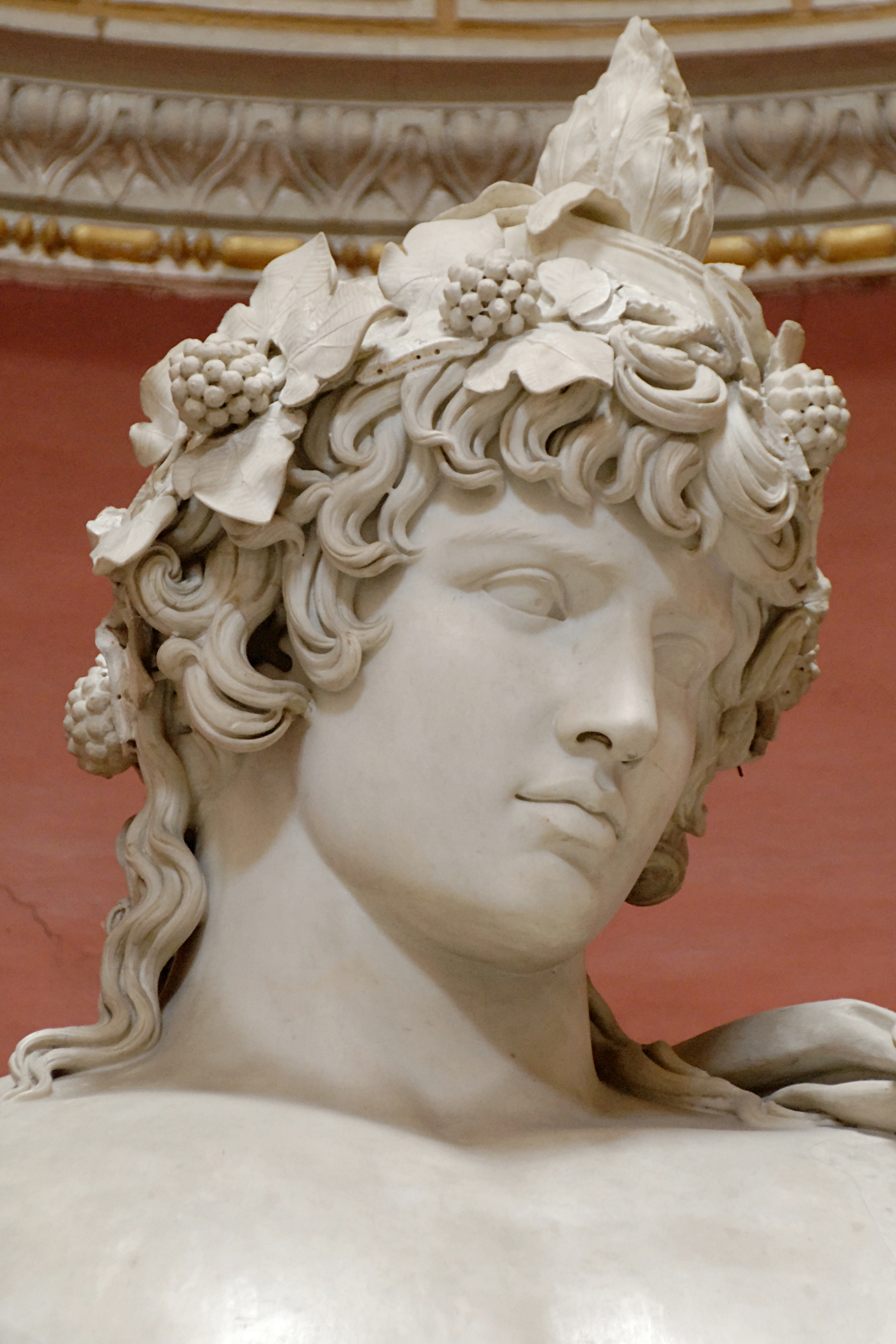
Антиной Браски Музей Пио-Клементино Основной тип
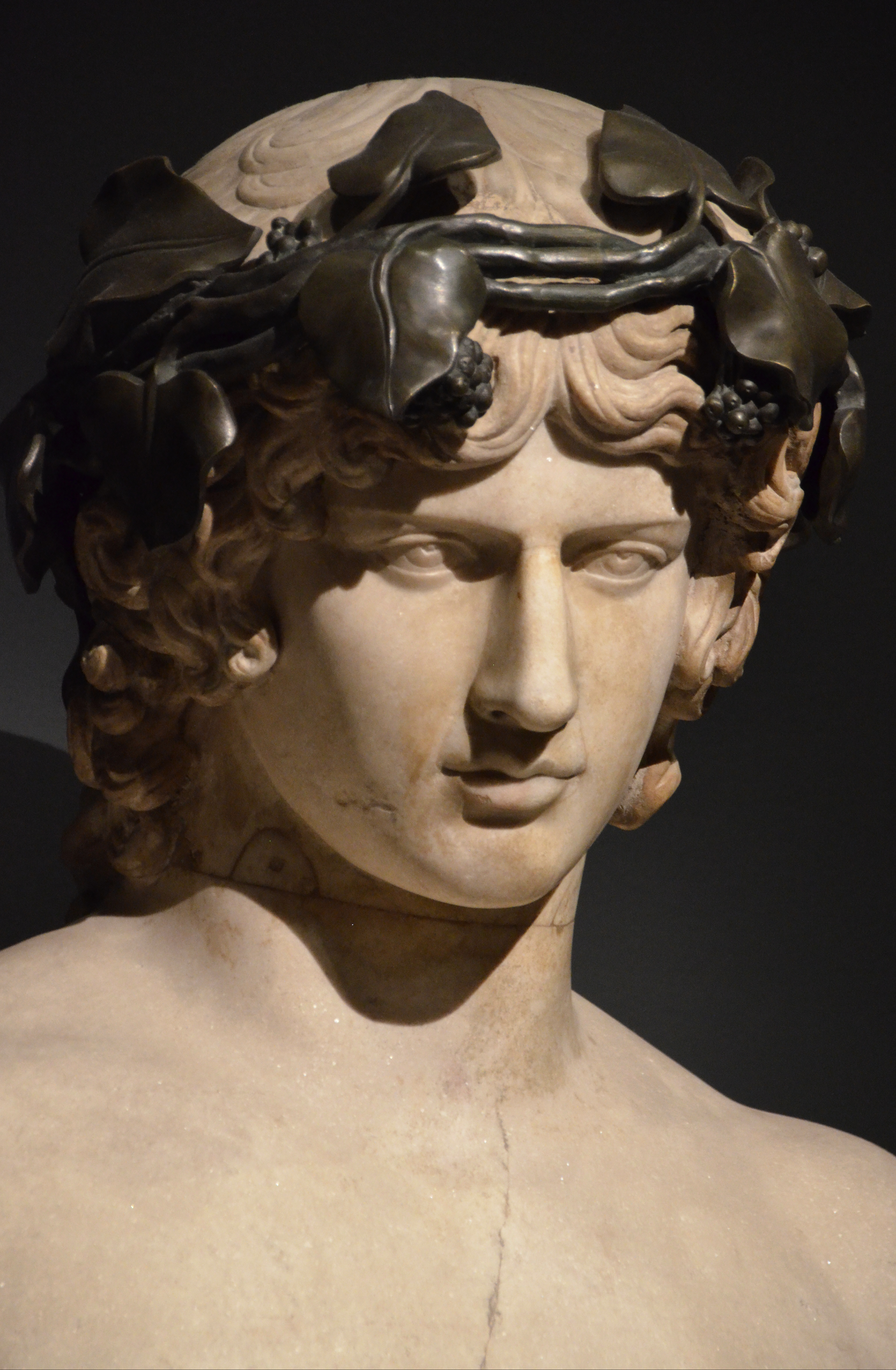
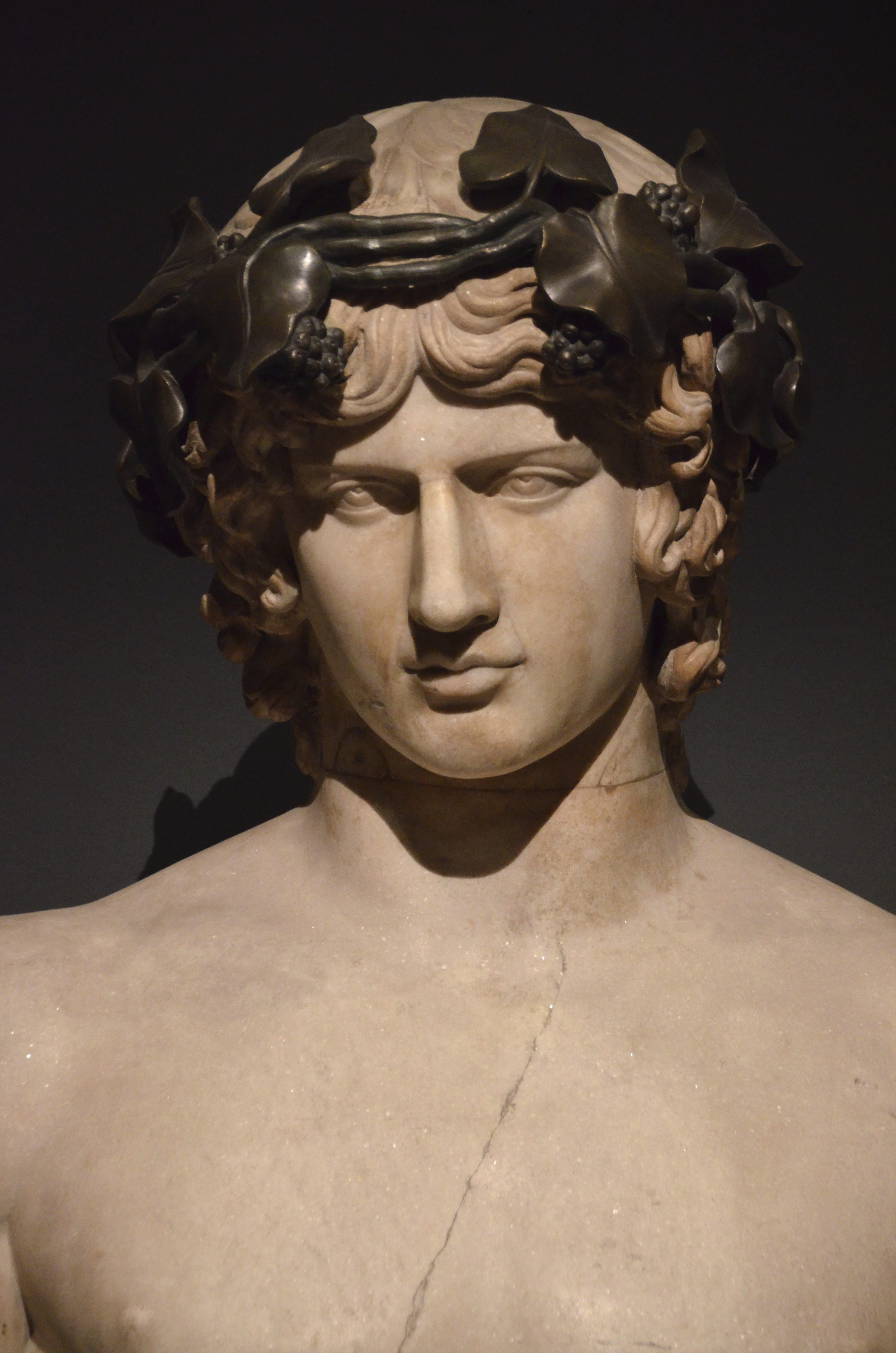
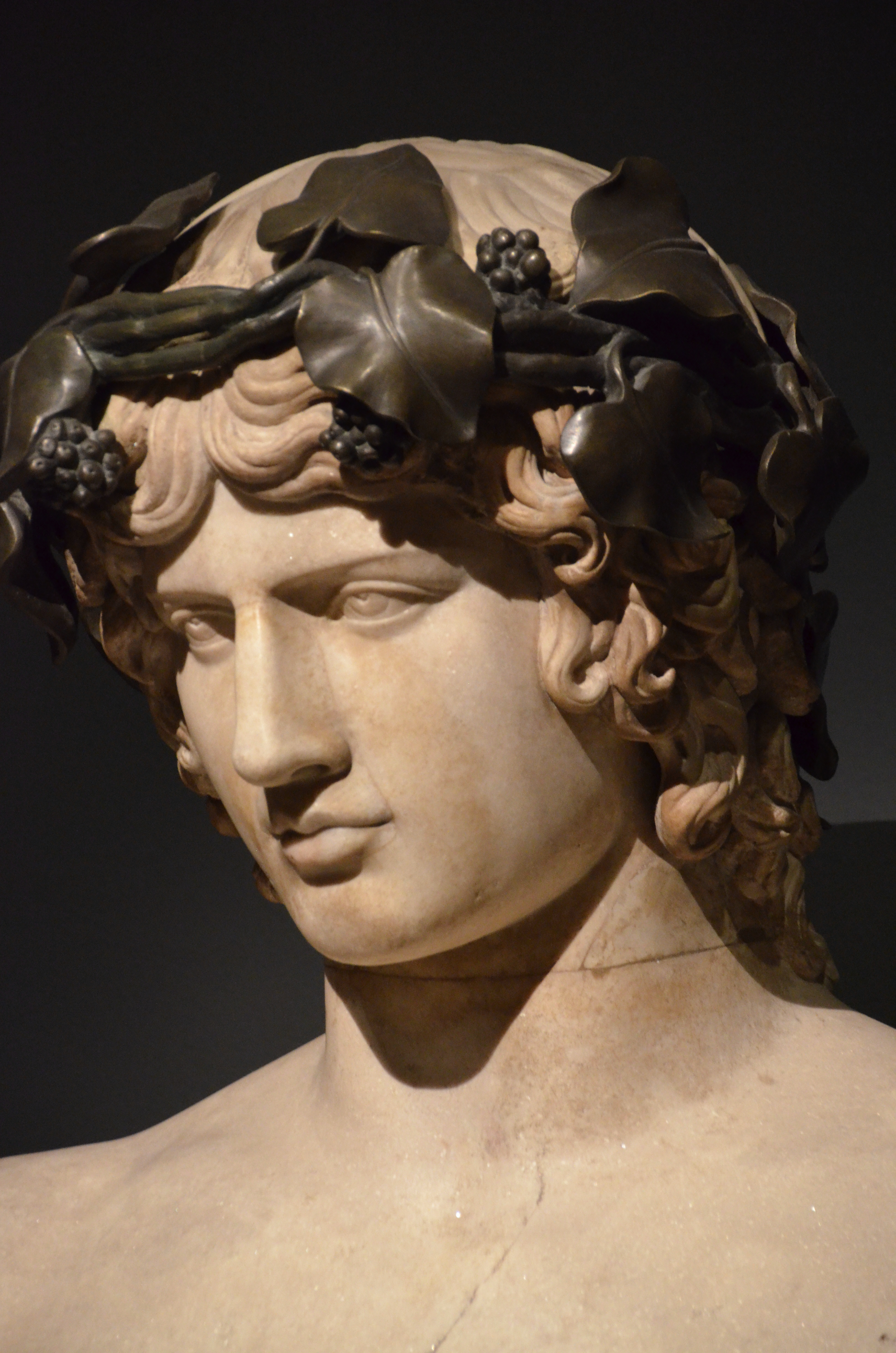
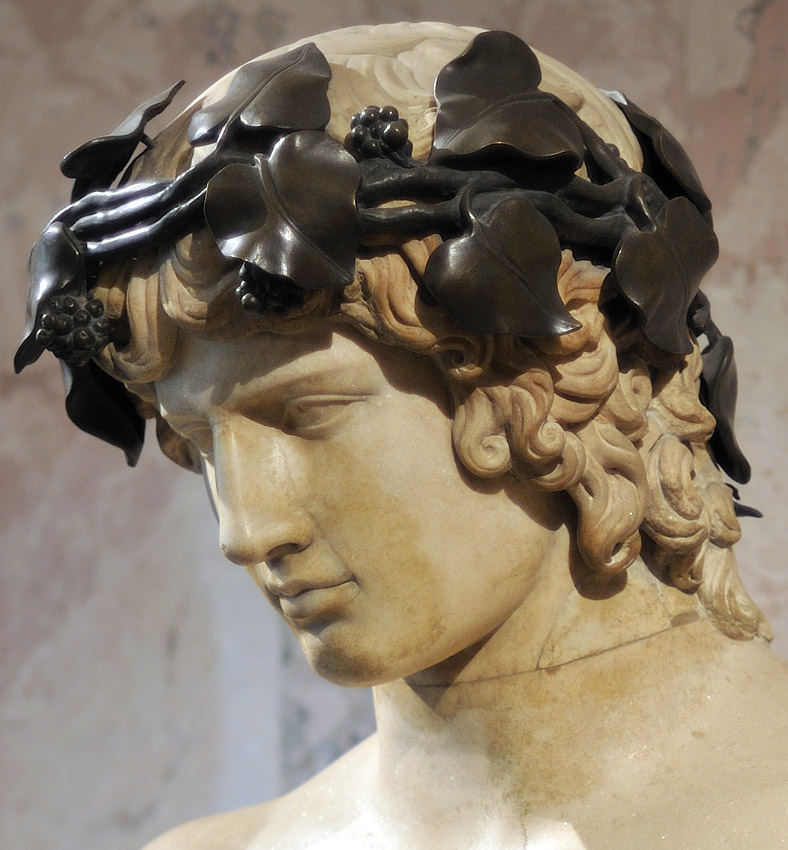
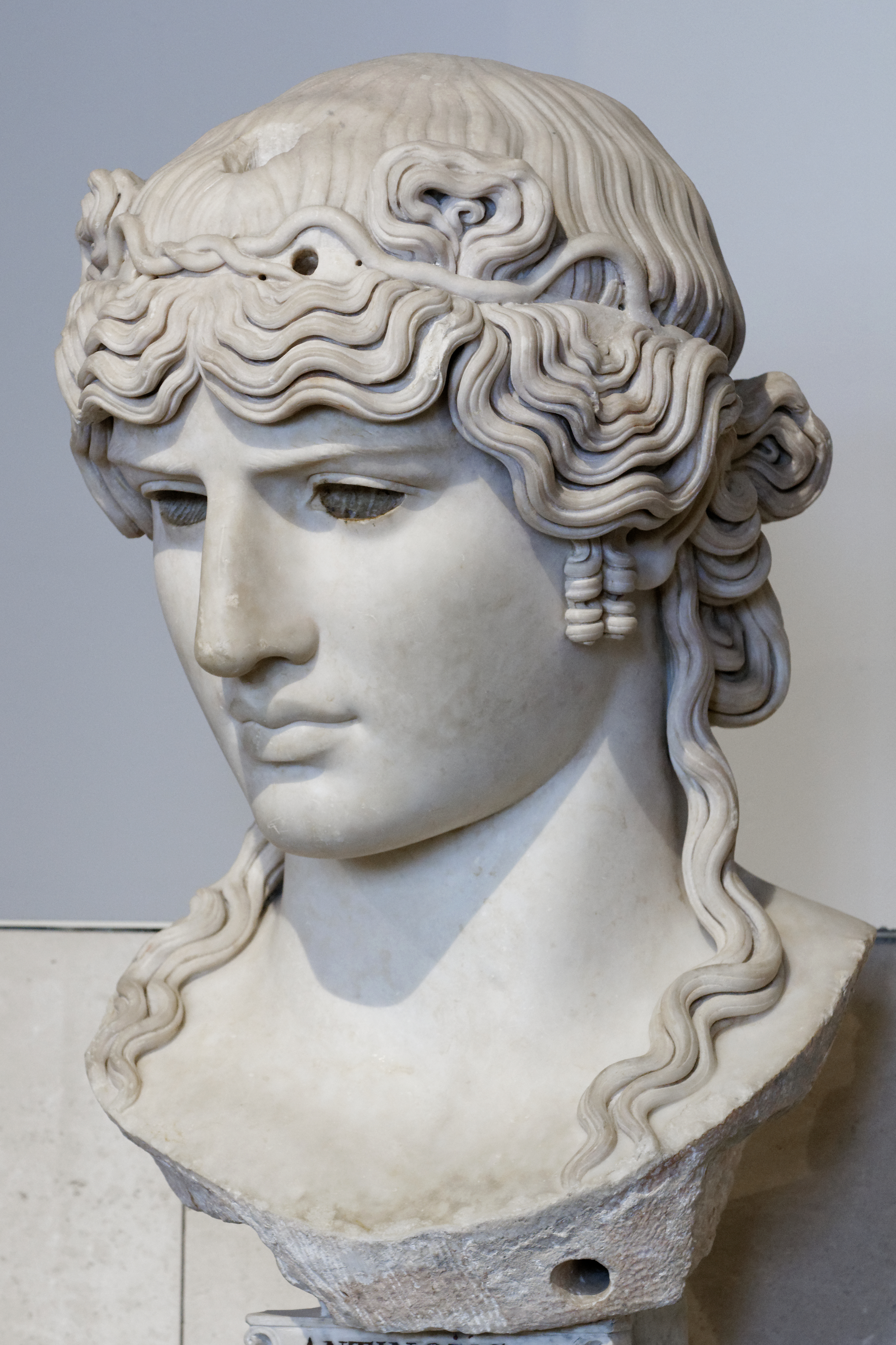
Антиной Мондрагонский Лувр Мондрагонский тип

## История
Греческий юноша Антиной был фаворитом и возлюбленным римского императора Адриана. Он славился своей красотой. Юноша погиб в 130 году н. э. во время путешествия в Египте, утонув в Ниле. Император очень горевал по утрате и учредил религиозный культ Антиноя, объявив его богом. До самой смерти Адриана в 138 году н. э. по всей стране создавались многочисленные скульптурные портреты греческого юноши.

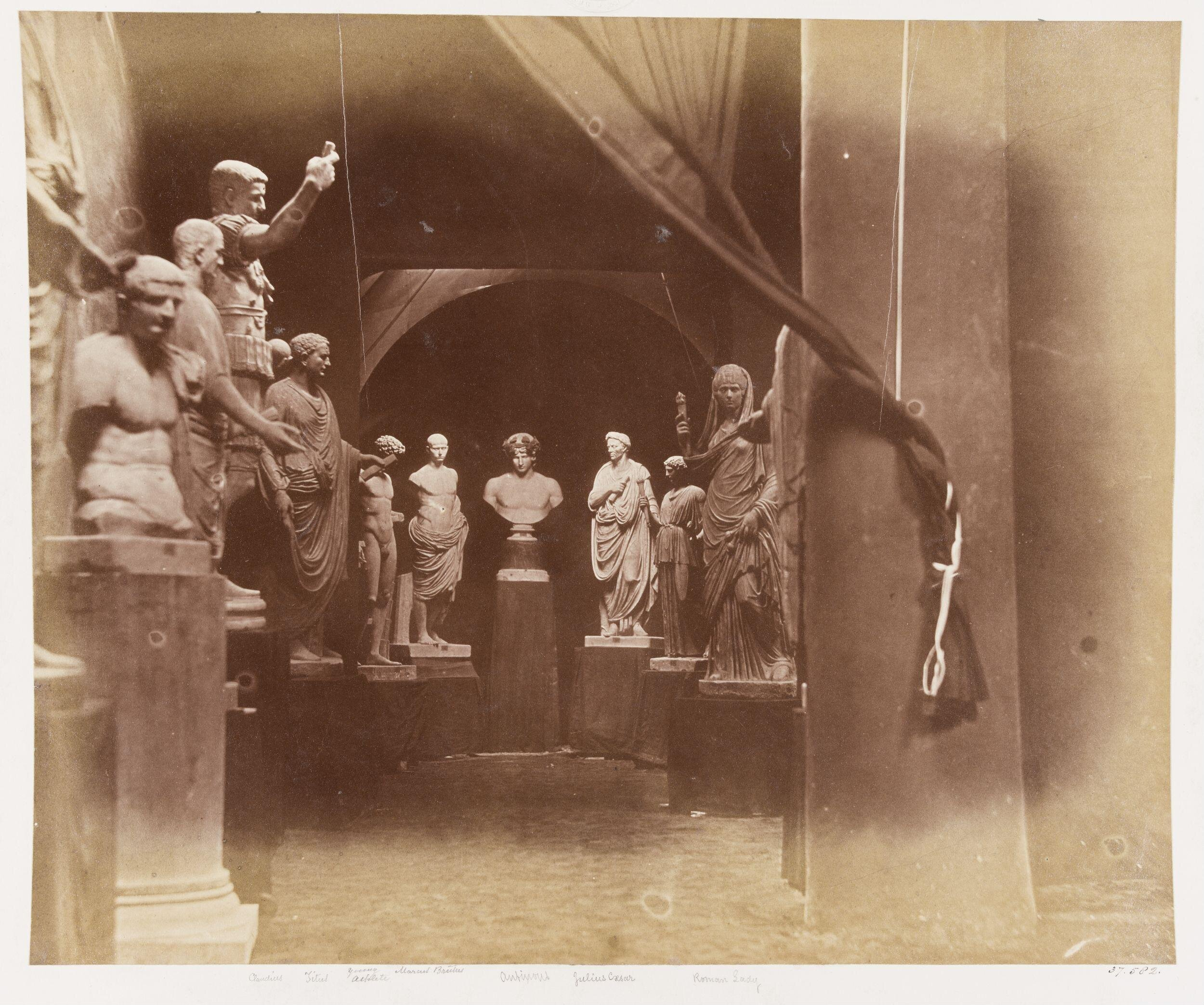
Музей Кампана. 1860 г.
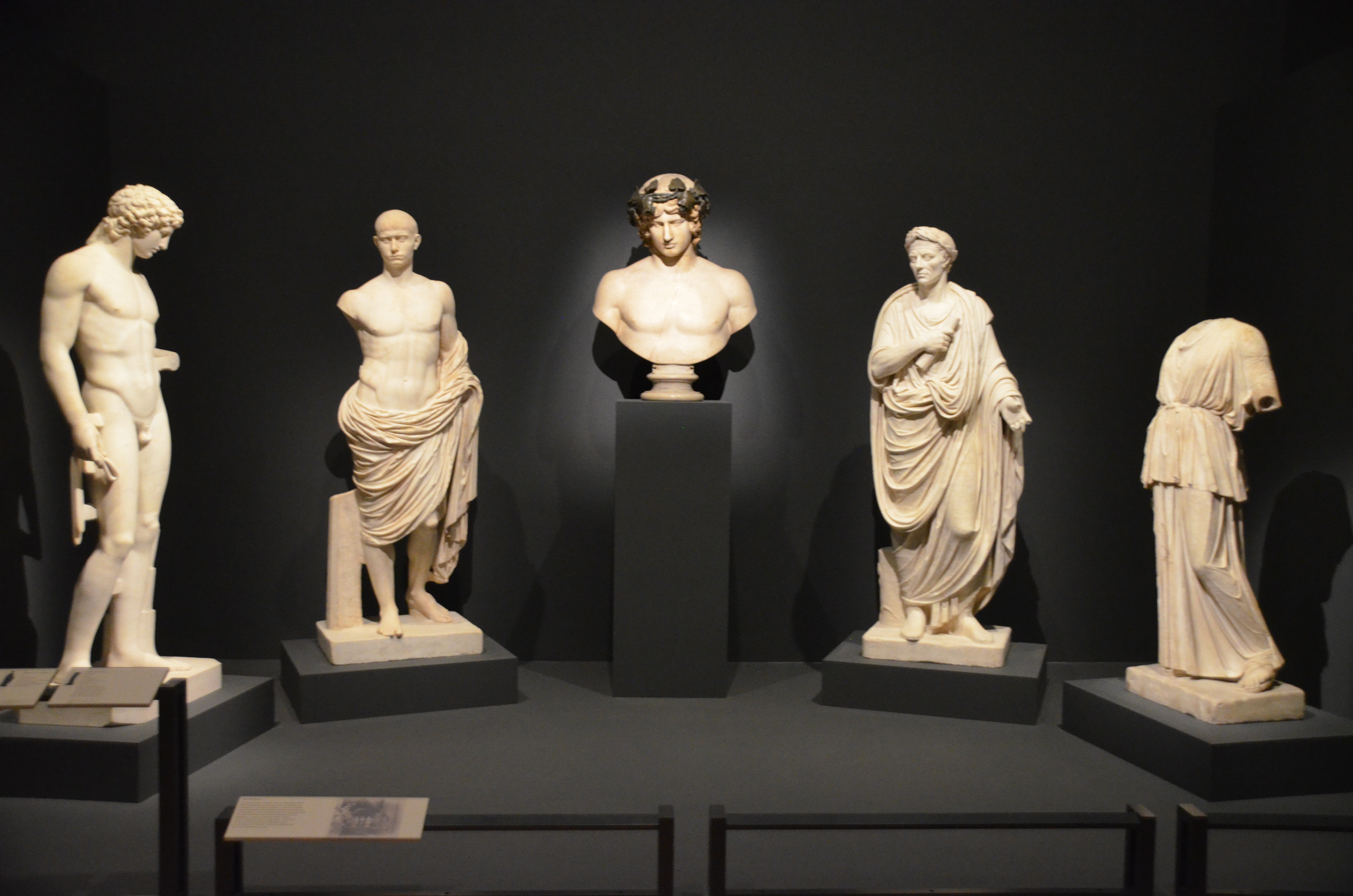
Ретроспектива коллекции Кампана в Лувре. 2018 г.

Бюст Антиноя-Диониса происходит из коллекции маркиза Кампана. Принято считать, что он был обнаружен при раскопках виллы Адриана в Тиволи, которая была последней резиденцией императора и где было найдено много знаменитых античных произведений искусства. После разорения Кампана бюст был в 1861 году выкуплен вместе с частью его собрания императором Александром II и доставлен в Эрмитаж. Там он также стал одним из важнейших экспонатов музея.
В советские годы, когда гомосексуальность считалась уголовным преступлением, в подпольном сообществе ленинградских геев был своеобразный «обычай» приносить клятвы верности и играть импровизированные свадьбы перед этой статуей.
В Эрмитаже бюст размещён в зале Большой вазы (№ 128), где экспонируются ещё две античные скульптуры Антиноя: бюст Антиноя-Меркурия и бюст Антиноя-Диониса с венком из сосны пинии. В Белом зале Большого Гатчинского дворца хранится другой бюст греческого юноши с виллы Адриана в Тиволи. Эти три скульптуры были привезены в Россию в XVIII веке.